# 파멜라 기들리

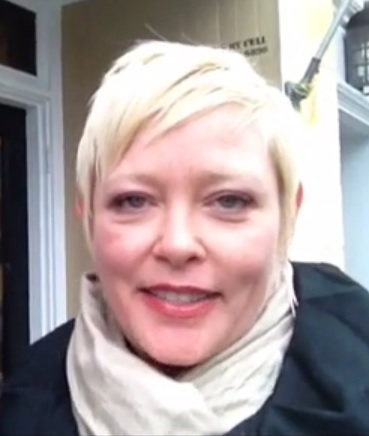

패멀라 기들리(Pamela Gidley, 1965년 6월 11일 ~ 2018년 4월 16일)는 미국의 모델, 배우이다.

## 출연 작품
- Luster (2002)
- 퍼즐드 (2001년) - 수잔 역
- 랜드스피드 (2001년)
- 트루 블루 (2001년)
- 리틀 뱀파이어 (2000년)
- 마피아 (1998년)
- 유혹 (1998, The Treat) - 돌리 역
- 애버레이션 (1997년)
- 더 리틀 데스 (1996년) - 켈리 역
- 밤쉘 (1996년)
- 더 크루 (1994년)
- SFW (1994년)
- 프리폴 (1994년)
- 페이퍼 하츠 (1993년)
- 지옥의 하이웨이 (1992년)
- 와일드 엔젤 (1992년)
- 여형사 프레스키 (1992년)
- 트윈 픽스 (1992년)
- 리베스트럼 (1991년)
- 정신병동 미스테리 (1990년)
- 블루 히트 (1990년)
- 블루 이구아나 (1988년)
- 미완성 청춘 (1988년)
- 체리 2000 (1987년)
- 트래쉰 (1986, Thrashin') - 크리시 역

### 텔레비전
- 맥가이버 (1986)
- 머나먼 정글 (1987-88)
- 불멸의 사나이 (1995-96)
- 프리텐더 제로드 (1997-2000)
- CSI: 과학수사대 (2000-02) - 테리 밀러 역
- 클로저 (2006)